# FC Volyn Lutsk
El FC Volyn (en ucraniano: ФК «Волинь») es un club de fútbol ucraniano de la ciudad de Lutsk, en el óblast de Volinia, fundado en 1960. El equipo disputa sus partidos como local en el Estadio Avanhard y juega en la Persha Liha.

## Palmarés
- Persha Liha: 1

2001/02 Campeón

## Nombres
| Año     | Nombre     |
| 1960-67 | Volyn      |
| 1968-88 | Torpedo    |
| 1989-01 | Volyn      |
| 2001-02 | SC Volyn-1 |
| 2002-   | Volyn      |

## Jugadores

### Plantel 2016/17
Actualizado al 6 de noviembre de 2016

## Directores técnicos
| - Borys Nyemets (1960) - Mykola Havrylyuk (1960) - Yevhen Horbunov (1961) - Volodymyr Yeremeyev (1962–64) - Dmytro Alimov (1965) - Yuriy Holovey (1965–68) - Borys Voloschuk (1968–69) - Yuriy Avanesov (1970–71) - Mykhaylo Rybak (1972–73) - Ernest Kesler (1974–76) - Volodymyr Baysarovych (1977–78) |  | - Yevhen Pyestov (1979) - Vyacheslav Pershyn (1980–83) - Myron Markevych (1984–87) - Vitaliy Kvartsyanyi (1988–91) - Myron Markevych (1992) - Roman Pokora (1992–1994) - Leonid Bakay (interino) (septiembre de 1994) - Vitaliy Kvartsyanyi (Sept 1994–1996) - Oleksiy Yeschenko (interino) (abril de 1996) - Yuriy Dyachuk-Stavytskyi (abril de 1996–junio de 1996) - Anatoliy Radenko (1996–97) |  | - Oleksiy Yeschenko (1997) - Yuriy Shulyatytskyi (1998–1999) - Oleksiy Yeschenko (1999–00) - Vitaliy Kvartsyanyi (2001–03) - Stepan Pavlov (interino) (2003) - Vitaliy Kvartsyanyi (2003–2011) - Anatoliy Demyanenko (2012–2013) - Anatoliy Piscovets (interino) (2013) - Vitaliy Kvartsyanyi (interino) (2013) - Vitaliy Kvartsyanyi (junio de 2013–) |